# Plinia
Plinia biljni rod iz porodice mirtovki, čijih je gotovo 80 vrsta rašireno po tropskoj Americi i Karibima. Najpozntija vrsta je jaboticaba ili P. cauliflora.

## Vrste
1. Plinia ambivalens M.C.Souza & Sobral
2. Plinia anonyma Sobral
3. Plinia arenicola Urquiola & Z.Acosta
4. Plinia asa-grayi (Krug & Urb.) Urb.
5. Plinia baracoensis Borhidi
6. Plinia bissei Z.Acosta & Urquiola
7. Plinia brachybotrya (D.Legrand) Sobral
8. Plinia callosa Sobral
9. Plinia caricensis Urb.
10. Plinia cauliflora (DC.) Kausel
11. Plinia cerrocampanensis Barrie
12. Plinia cidrensis Urb.
13. Plinia clausa McVaugh
14. Plinia coclensis Barrie
15. Plinia complanata M.L.Kawas. & B.Holst
16. Plinia cordifolia (D.Legrand) Sobral
17. Plinia coronata (Mattos) Mattos
18. Plinia costata Amshoff
19. Plinia cubensis (Griseb.) Urb.
20. Plinia cuspidata Gómez-Laur. & Valverde
21. Plinia darienensis Barrie
22. Plinia delicata Antunes, Salimena & Sobral
23. Plinia dermatodes Urb.
24. Plinia duplipilosa McVaugh
25. Plinia edulis (Vell.) Sobral
26. Plinia ekmaniana Urb.
27. Plinia espinhacensis Sobral
28. Plinia gentryi Barrie
29. Plinia grandifolia (Mattos) Sobral
30. Plinia guanacastensis Barrie
31. Plinia hatschbachii (Mattos) Sobral
32. Plinia humaitana M.A.D.Souza & Sobral
33. Plinia icardiana Urb.
34. Plinia inflata McVaugh
35. Plinia involucrata (O.Berg) McVaugh
36. Plinia langsdorffii (O.Berg) Sobral & M.C.Souza
37. Plinia longa Sobral & M.C.Souza
38. Plinia longiacuminata Sobral
39. Plinia marqueteana G.M.Barroso
40. Plinia microcycla Urb.
41. Plinia moaensis Borhidi
42. Plinia moralesii Barrie
43. Plinia muricata Sobral
44. Plinia nana Sobral
45. Plinia nicaraguensis Barrie
46. Plinia oblongata (Mattos) Mattos
47. Plinia orthoclada Urb.
48. Plinia panamensis Barrie
49. Plinia parvifolia (O.Berg) Stadnik & Sobral
50. Plinia pauciflora M.L.Kawas. & B.Holst
51. Plinia peroblata (Lundell) Lundell
52. Plinia phitrantha (Kiaersk.) Sobral
53. Plinia pinnata L.
54. Plinia povedae P.E.Sánchez
55. Plinia pseudodichasiantha (Kiaersk.) G.M.Barroso ex Sobral
56. Plinia pumila (Gardner) M.C.Souza & Sobral
57. Plinia punctata Urb.
58. Plinia puriscalensis P.E.Sánchez & Q.Jiménez
59. Plinia ramosissima (Urb.) Urb.
60. Plinia rara Sobral
61. Plinia recurvata Urb.
62. Plinia renatiana G.M.Barroso & Peixoto
63. Plinia rivularis (Cambess.) Rotman
64. Plinia rufiflora Sobral & M.A.D.Souza
65. Plinia salamancana (Standl.) Barrie
66. Plinia salticola McVaugh
67. Plinia sessiliflora (O.Berg) Stadnik & Sobral
68. Plinia silvestris (Vell.) Mazine & Sobral
69. Plinia spiciflora (Nees & Mart.) Sobral
70. Plinia spirito-sanctensis (Mattos) Mattos
71. Plinia stenophylla Urb.
72. Plinia subavenia Sobral
73. Plinia tapuruquarana M.A.D.Souza & Sobral
74. Plinia toscanosia Urb.
75. Plinia trunciflora (O.Berg) Kausel
76. Plinia valenciana M.L.Kawas. & Á.J.Pérez
77. Plinia vilabela Stadnik & Sobral
78. Plinia yasuniana M.L.Kawas. & Á.J.Pérez
79. Plinia ybotyrype Stadnik

## Vanjske poveznice
- Sve o egzotičnom stablu Jabuticaba